# Craspedosis rhomboidaria
Craspedosis rhomboidaria là một loài bướm đêm trong họ Geometridae.